# 16972 Neish
A 16972 Neish (ideiglenes jelöléssel (16972) 1998 WK11) a Naprendszer kisbolygóövében található aszteroida. A LINEAR projekt keretében fedezték fel 1998. november 21-én.